# Muaro Seketuk
Muaro Seketuk is een bestuurslaag in het regentschap Merangin van de provincie Jambi, Indonesië. Muaro Seketuk telt 430 inwoners (volkstelling 2010).